# Glasstraße

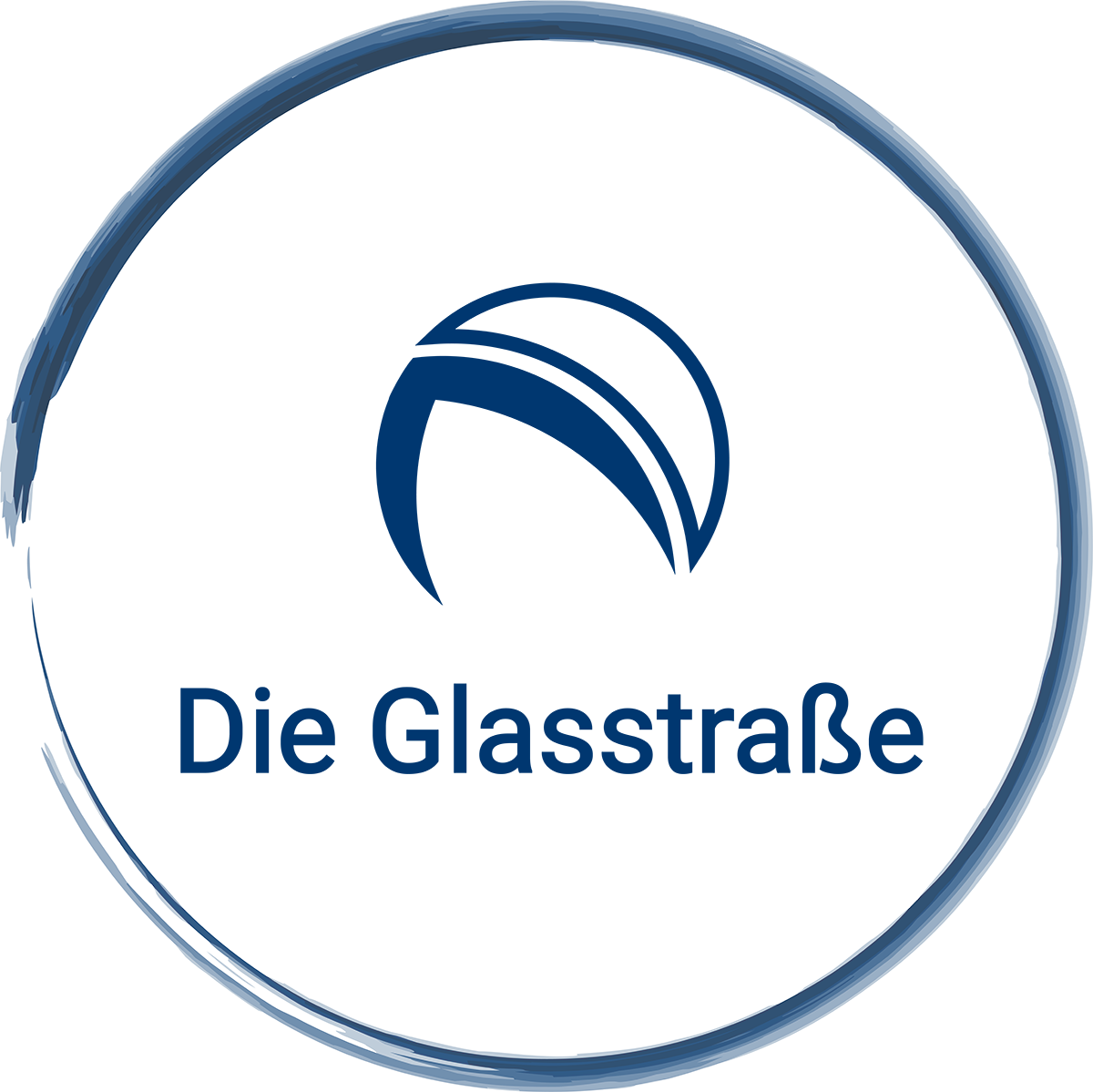
Markenzeichen der Glasstraße

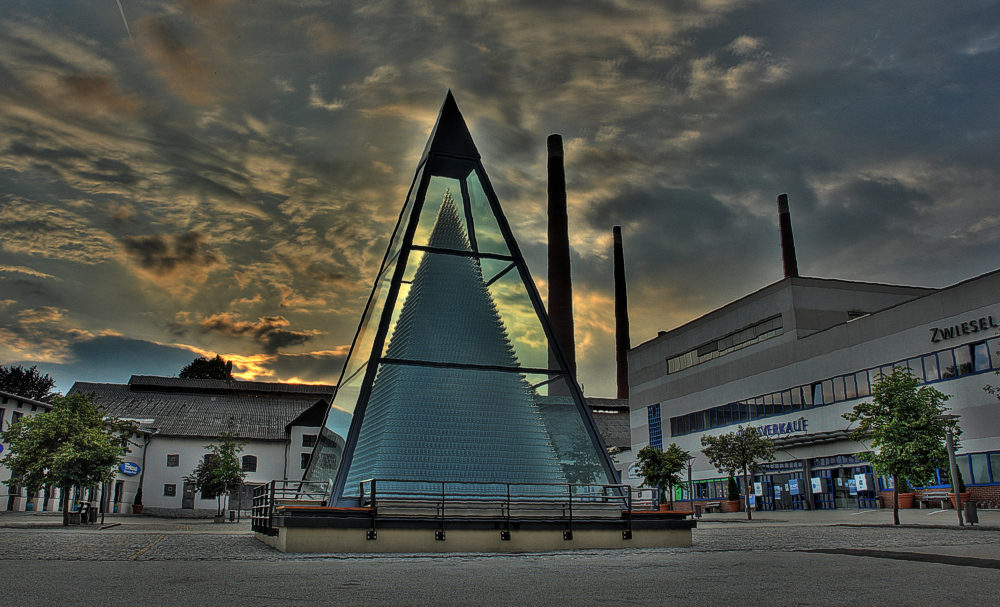
Kristallglas-Pyramide Zwiesel

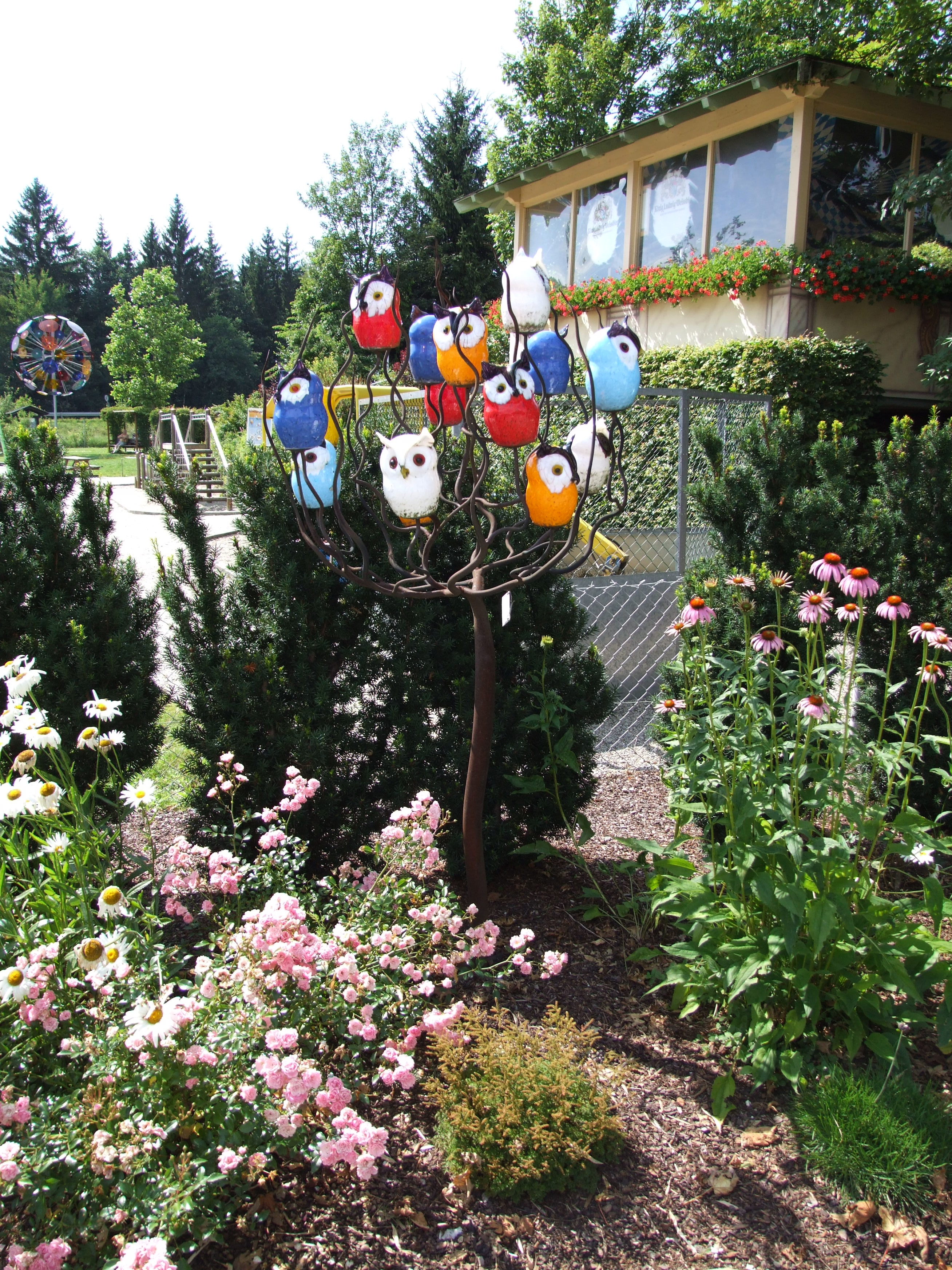
Eulenbaum im JOSKA Glasparadies

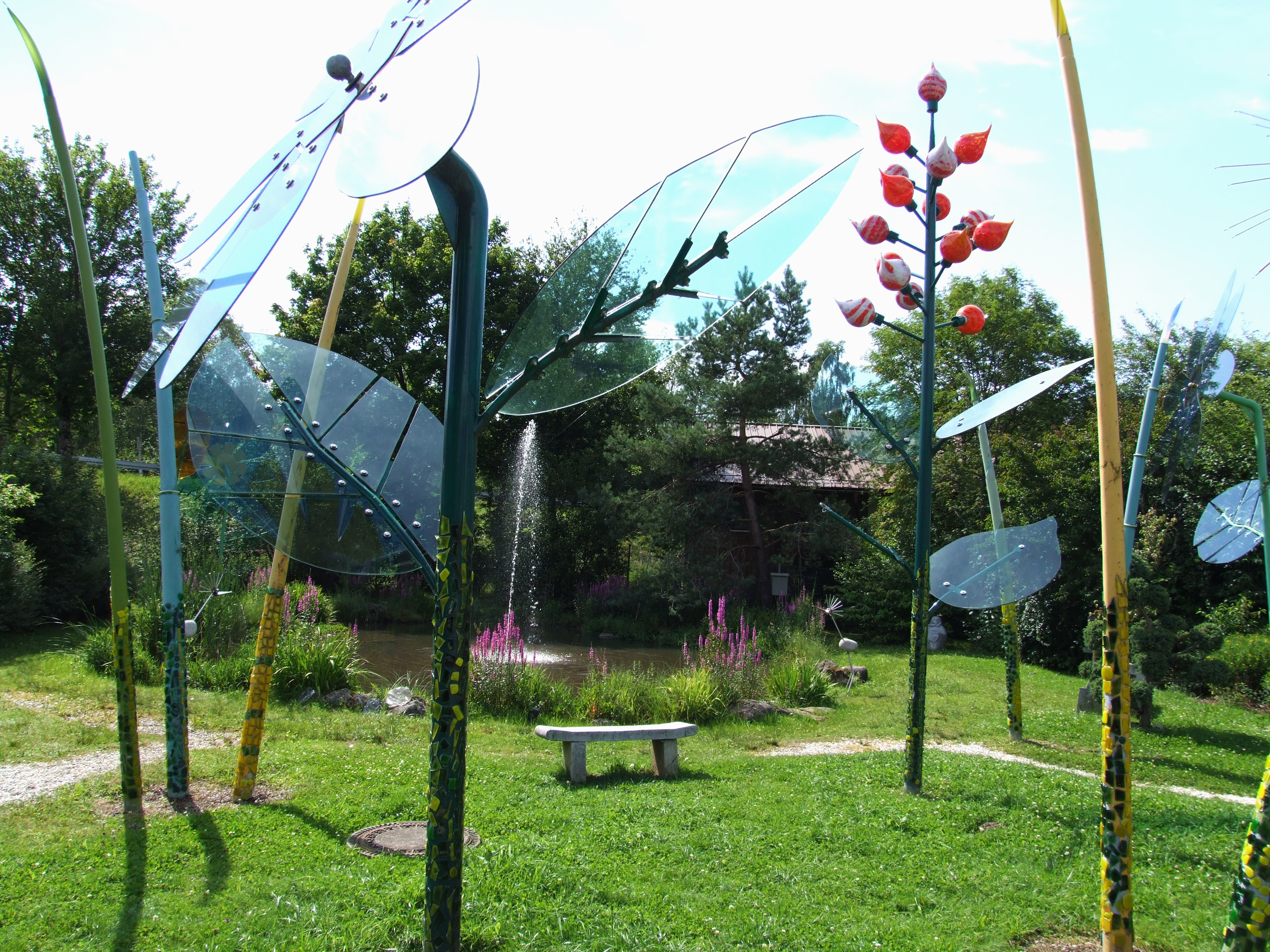
Glasgarten

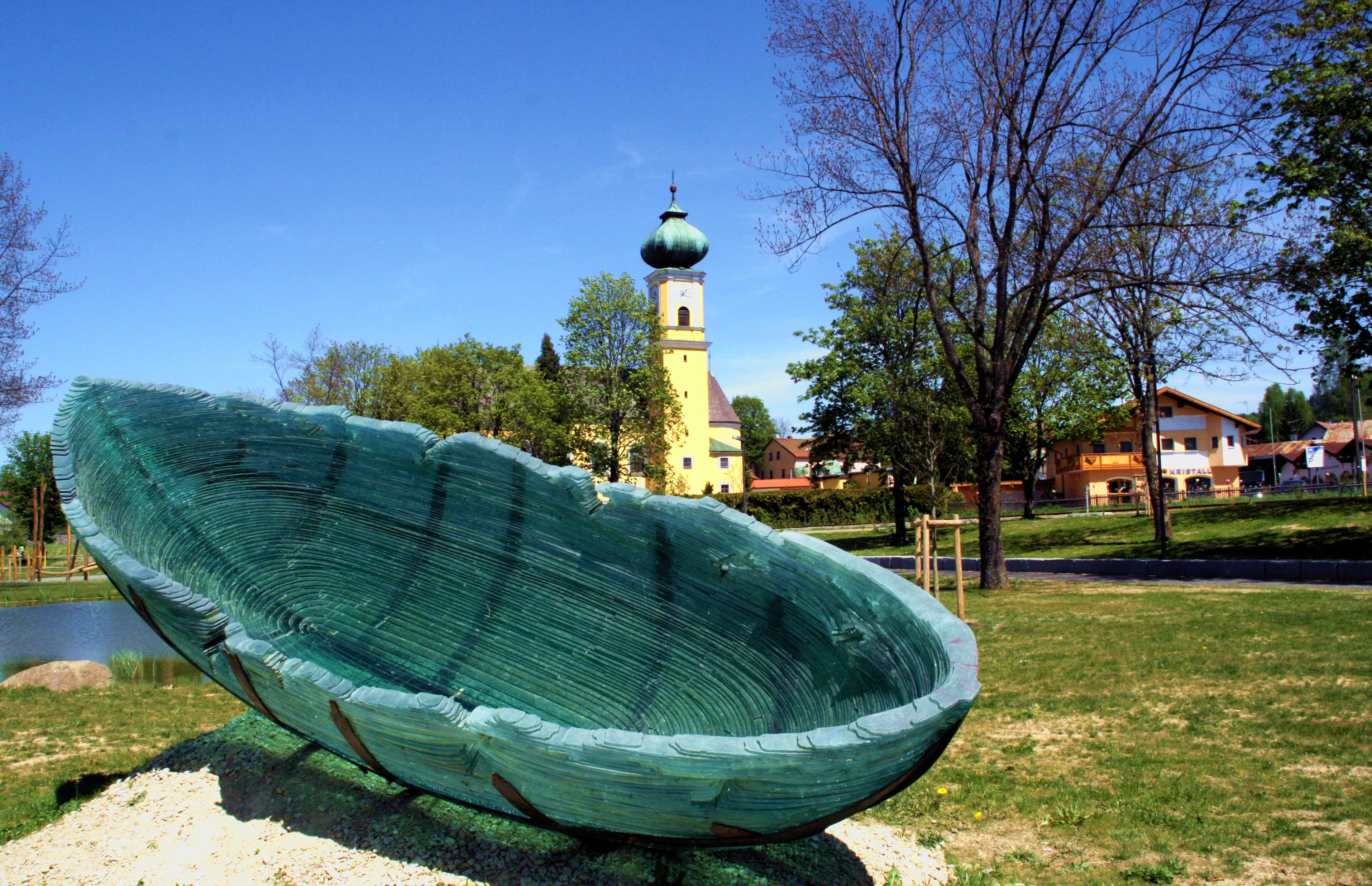
Glasarche Frauenau

Die Glasstraße ist eine 250 km lange Ferienstraße in Ostbayern. Sie verbindet Waldsassen im Norden mit Passau im Süden und führt über Neustadt an der Waldnaab in mehreren Routen durch den Oberpfälzer Wald und den Bayerischen Wald.
Die Manuelle Glasfertigung wurde von der UNESCO als immaterielles Kulturerbe der Menschheit anerkannt. Diese Handwerkskunst erfordert Geschicklichkeit bei extremen Temperaturen über 1.000 Grad Celsius. Ursprünglich in Ländern wie Deutschland, Frankreich, Spanien, Tschechien, Ungarn und Finnland etabliert, wird dieses traditionelle Wissen von wenigen Personen bewahrt und international weitergegeben. Die Anerkennung durch die UNESCO würdigt die Bedeutung dieses Handwerks für hochwertige Serienproduktionen, Design, Restaurierung und Kunst.

## Geschichte
Orte mit den Endungen -hütt oder -schleif in dieser Region stehen in einer etwa 700-jährige Tradition der Glasherstellung und Glasveredlung. Auch heute sind an der Glasstraße noch zahlreiche Glasver- und bearbeitende Betriebe ansässig: Glasbläser, Glashütten, Graveure, Glasschleifer, Glasveredler und Glaskünstler fertigen Glasprodukte, wie Christbaumkugeln oder Weingläser.
Von Ernst Hinsken, Günther Keilwerth und Klemens Unger 1997 gegründet, wurde die Glasstraße noch im gleichen Jahr vom damaligen Bundeskanzler Helmut Kohl eröffnet. Seither finden hier regelmäßige Veranstaltungen wie die Verleihung des Glasstraßenpreises, die Zwieseler Glastage, das Frauenauer Glasstraßenfest sowie in zahlreichen Glashütten Ausstellungen und Weihnachtsmärkte statt.
40 Orte und acht Landkreise in Ostbayern sind Mitglieder im Arbeitskreis Glasstraße, der vom Tourismusverband Ostbayern koordiniert wird.

## Landkreise und Orte
Die Straße führt durch den Landkreis Cham, Landkreis Freyung-Grafenau, Landkreis Neustadt an der Waldnaab, Landkreis Passau, Landkreis Regen, Landkreis Schwandorf, Landkreis Straubing-Bogen und den Landkreis Tirschenreuth.
Angrenzende Orte sind: Altenstadt an der Waldnaab, Amberg, Arnbruck, Arrach, Bodenmais, Drachselsried, Eschlkam, Frauenau, Furth im Wald, Gleißenberg, Grafenau, Grainet, Hinterschmiding, Hohenau, Jandelsbrunn, Kirchdorf im Wald, Mitterteich, Neukirchen beim Heiligen Blut, Neunburg vorm Wald, Neureichenau, Neustadt an der Waldnaab, Oberviechtach, Passau, Plößberg, Prackenbach, Regen, Rinchnach, Saldenburg, Sankt Englmar, Sankt Oswald-Riedlhütte, Schönsee, Spiegelau, Viechtach, Vilshofen, Waldmünchen, Waldsassen, Weiden in der Oberpfalz, Windischeschenbach, Winklarn, Zwiesel.

## Museen
Angrenzende Museen oder Museen in der Nähe sind:
- Passauer Glasmuseum
- Glasmuseum Frauenau
- Schnupftabakmuseum Frauenau
- Stadtmuseum Neustadt an der Waldnaab
- Historisches Glasschleif- und Polierwerk Hagenmühle im Zottbachtal
- Glasschmelzofenbau-Museum Plößberg
- Waldmuseum Zwiesel
- Museumsdorf Bayerischer Wald
- Oberpfälzer Fischereimuseum

### Besichtigungsmöglichkeiten am Rande der Glasstraße
- Bayerwald-Tierpark Lohberg
- Glaspyramide von Zwiesel Kristallglas in Zwiesel
- Centrum Bavaria Bohemia
- Das Weinfurtner Glasdorf
- Waldwipfelweg Sankt Englmar
- Nationalparkhaus im Nationalpark Bayerischer Wald
- Burgruine Weißenstein
- Burgruine Leuchtenberg
- Der bayerische Pfahl
- Silberbergwerk in Bodenmais
- Joska Kristallgarten in Bodenmais
- Gläserner Wald

## Abbildungen

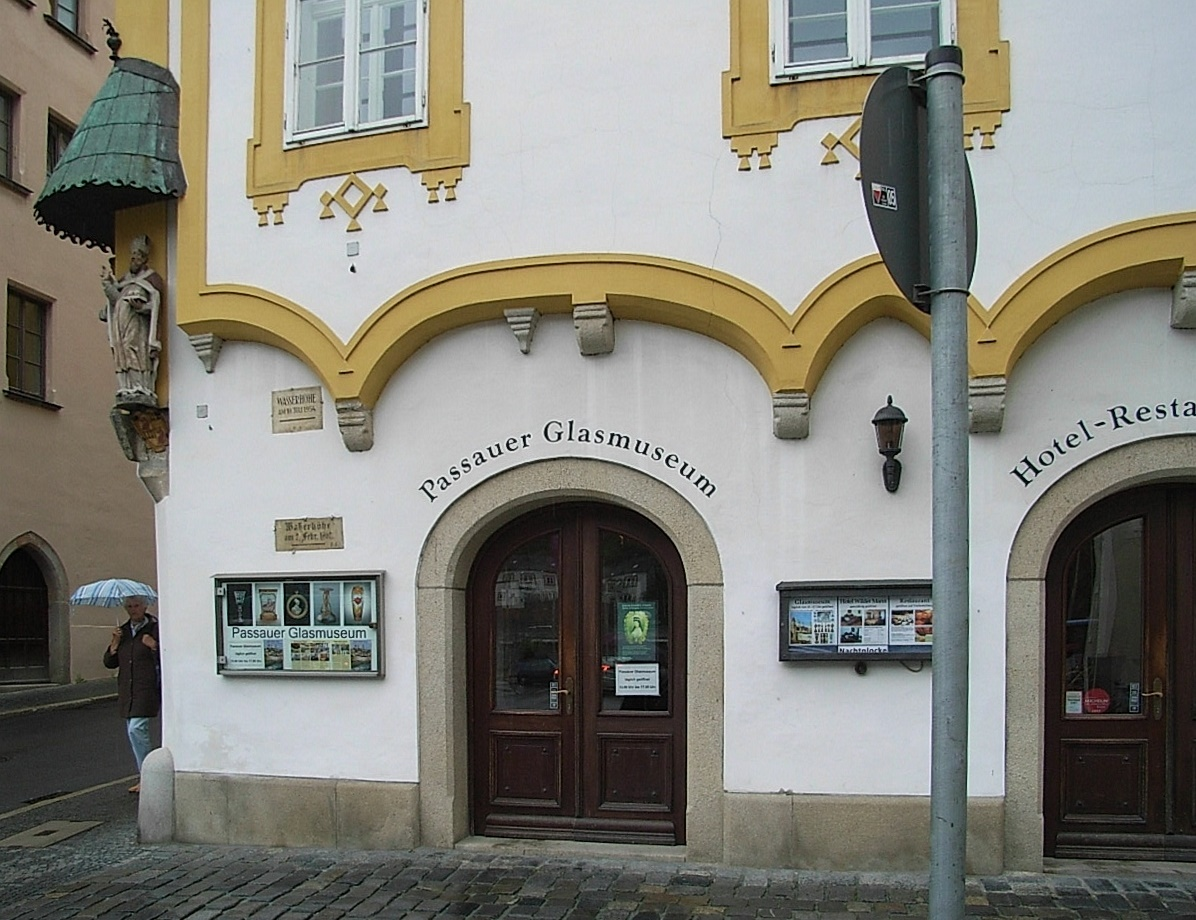
Glasmuseum Passau
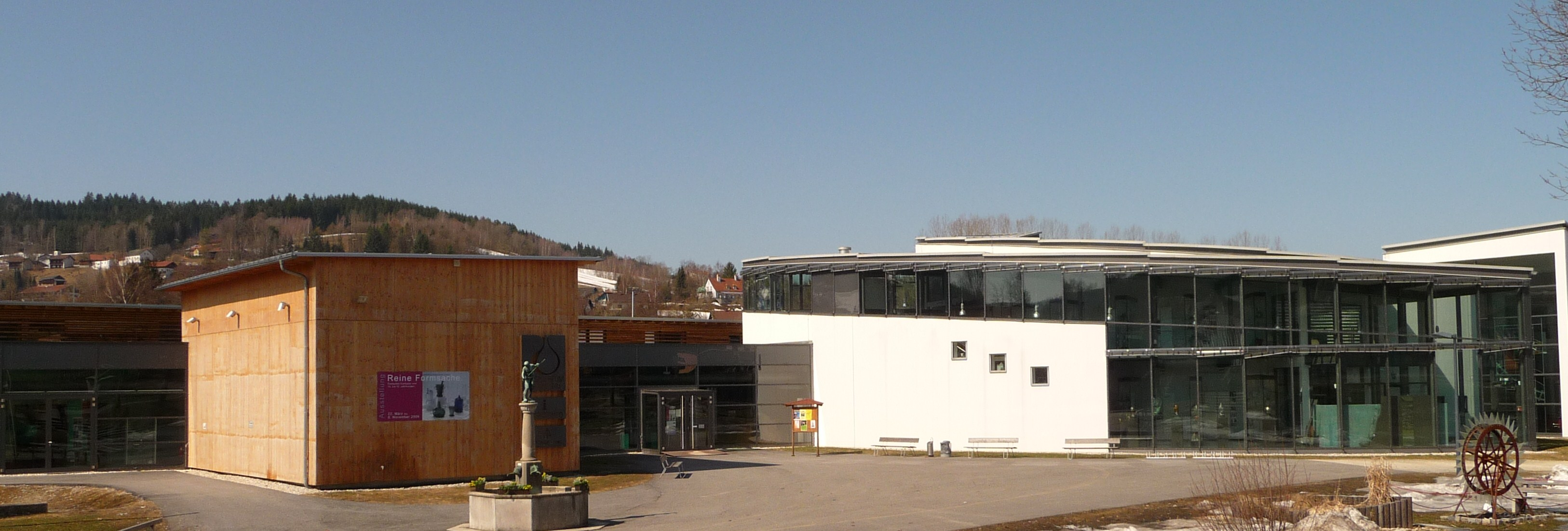
Glasmuseum Frauenau
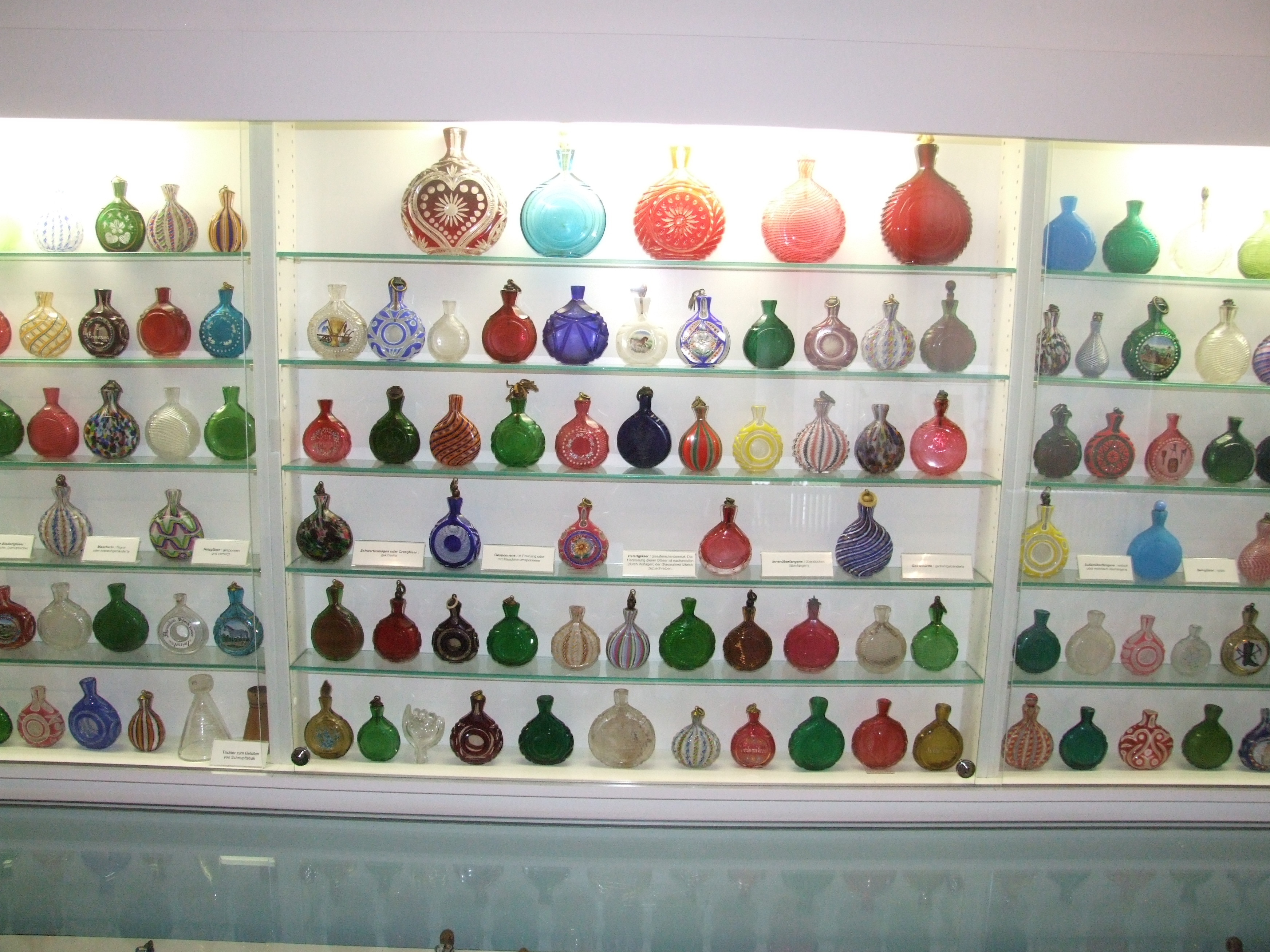
Waldmuseum Zwiesel – gläserne Schnupftabaksdosen